# الاغ‌چین
الاغ‌چین، روستایی در ۲۱ کیلومتری جنوب شرقی رفسنجان و از توابع دهستان سرچشمه شهرستان رفسنجان در استان کرمان ایران است.
این روستا دارای قنات و چاه آب است، و رودخانهٔ فصلی هنسیج پس از گذر از الاغ‌چین، به سوی اوراف سرازیر می‌شود. سرچشمهٔ این رود، کوه بنه است. پیغمبر دزدان در نامه‌ای به آخوند ملا عباس، الاغ‌چین را روستای بی‌محصولی توصیف کرده‌است.

## جمعیت
حسینعلی رزم‌آرا در سال ۱۳۳۲ ه‍.ش جمعیت الاغ‌چین را ۳۸ تن گزارش کرده‌است. براساس سرشماری مرکز آمار ایران در سال ۱۳۸۵، جمعیت این روستا زیر سه خانوار بوده‌است.

## یادداشت
1. ↑  «همان‌طور که دیده‌اید بی قید و لاابالیم و از خیالات رسمی خالی، نه به اورافم می‌لافم و نه خیال کشکو و علی‌آباد می‌بافم. نه بر جبینم از بی‌محصولی الاغچین چینی است و نه بر دوستانم پرچینی.»